# الدوري السوداني الممتاز 2004
الدوري السوداني الممتاز لكرة القدم 2004 (أو دوري كوكاكولا الممتاز لأسباب الرعاية) هو موسم من الدوري السوداني الممتاز لكرة القدم. فاز فيه الهلال السوداني.